# Jordgubbssylt

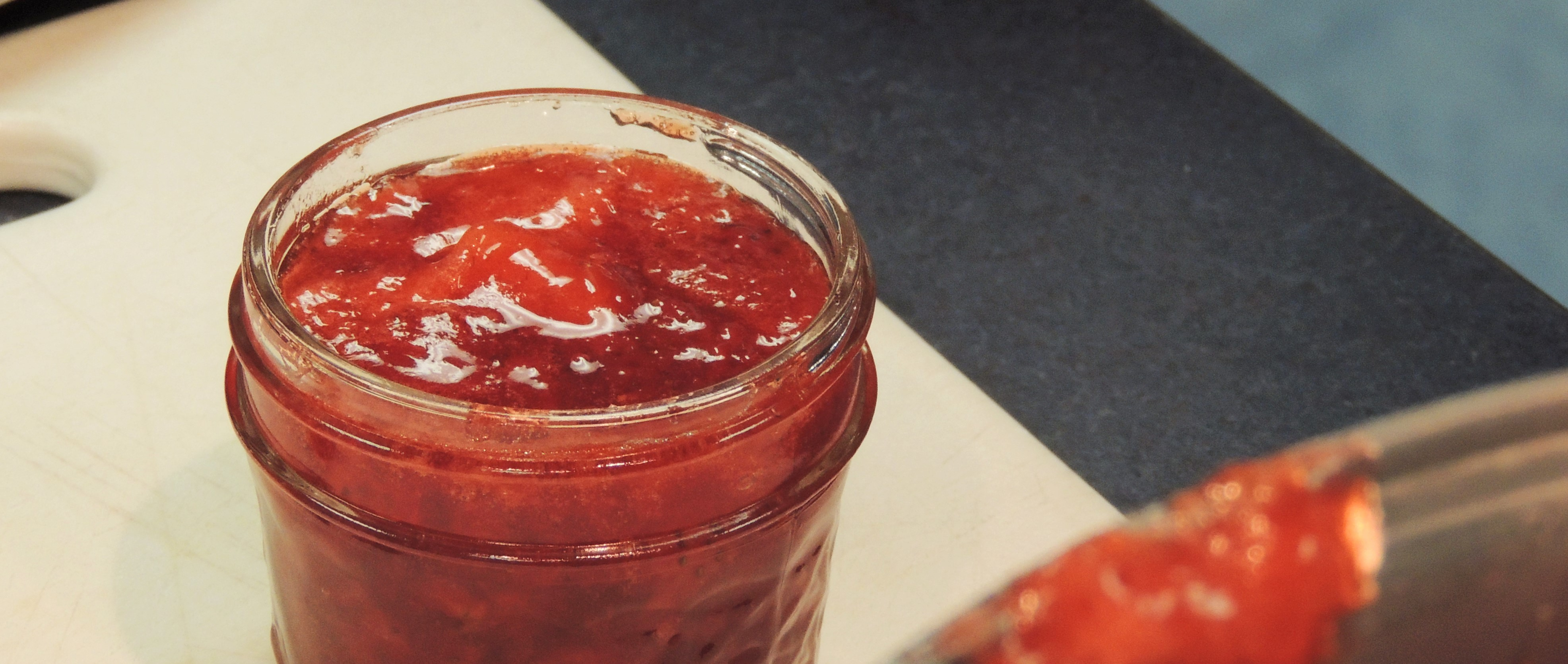
Jordgubbssylt i burk.

Jordgubbssylt är en sylt innehållande jordgubbar. Den kan användas på bröd, pannkakor, våfflor, plättar samt i olika desserter och bakverk (som jordgubbstårta).
Sylten tillverkas genom att koka ner jordgubbar tillsammans med socker till en tämligen lös, halvflytande konsistens. Om sylten skall bevaras kan man tillsätta exempelvis natriumbensoat som konserveringsmedel.

## Jordgubbssylt i Sverige
Jordgubbar har odlats i Sverige sedan slutet av 1700-talet. Jordgubbssyltens popularitet ökade i Sverige i takt med att jordgubbsodlingen tilltog, och särskilt efter 1800-talets mitt då socker blev mer tillgängligt och överkomligt för allmänheten genom betsockret som ersatte det dyra importerade rörsockret. SAOB:s första belägg för ordet "jordgubbssylt" är från 1892, men har funnits med i efterrättsrecept i dagstidningar sedan åtminstone 1888.
Enligt en enkätundersökning utförd 2011 av Yougov för Bärfrämjandet och Svenskt sigill var jordgubbssylt då den mest populära syltsorten i Sverige som helhet. 30 procent av de tillfrågade angav jordgubbssylt som favorit bland åtta alternativ.